# Villanueva del Conde
Villanueva del Conde is een gemeente in de Spaanse provincie Salamanca in de regio Castilië en León met een oppervlakte van 12,99 km². Villanueva del Conde telt 177 inwoners (1 januari 2016).

## Demografische ontwikkeling
Bron: INE, 1857-2011: volkstellingen